# Communauté de communes des Andelys et de ses environs
La communauté de communes des Andelys et de ses environs est une ancienne communauté de communes française, située dans le département de la Eure et la région Normandie.

## Historique
La communauté, dont le siège est aux Andelys, est créée le 1er décembre 2002.
Le 1er janvier 2017, l'intercommunalité fusionne avec la Communauté d'agglomération des Portes de l'Eure (CAPE) et la Communauté de communes Epte-Vexin-Seine (EVS) pour former Seine Normandie Agglomération.

## Composition
La communauté de communes groupe les 21 communes suivantes :
| Nom                     | Code Insee | Gentilé       | Superficie (km2) | Population (dernière pop. légale) | Densité (hab./km2) |
| ----------------------- | ---------- | ------------- | ---------------- | --------------------------------- | ------------------ |
| Les Andelys (siège)     | 27016      | Andelysiens   | 40,62            | 8 186 (2014)                      | 202                |
| Boisemont               | 27070      | Boisemontais  | 13,22            | 749 (2014)                        | 57                 |
| Bouafles                | 27097      | Bouaflais     | 12,61            | 637 (2014)                        | 51                 |
| Corny                   | 27175      | Corniliens    | 5,26             | 375 (2014)                        | 71                 |
| Cuverville              | 27194      | Cuvervillois  | 6,17             | 239 (2014)                        | 39                 |
| Daubeuf-près-Vatteville | 27202      | Daubeuviens   | 11,35            | 480 (2014)                        | 42                 |
| Écouis                  | 27214      | Escoviens     | 13,07            | 833 (2014)                        | 64                 |
| Fresne-l'Archevêque     | 27270      | Frexinois     | 10,58            | 565 (2014)                        | 53                 |
| Guiseniers              | 27307      | Guisenois     | 10,71            | 450 (2014)                        | 42                 |
| Harquency               | 27315      | Harquencéens  | 13,95            | 264 (2014)                        | 19                 |
| Hennezis                | 27329      | Aniseyens     | 15,63            | 771 (2014)                        | 49                 |
| Heuqueville             | 27337      | Heuquevillais | 7,77             | 369 (2014)                        | 47                 |
| Mesnil-Verclives        | 27407      | Verclivois    | 9,96             | 263 (2014)                        | 26                 |
| Muids                   | 27422      | Muidsiens     | 15,22            | 853 (2014)                        | 56                 |
| Notre-Dame-de-l'Isle    | 27440      | Islois        | 11,81            | 671 (2014)                        | 57                 |
| Port-Mort               | 27473      | Port-Mortais  | 12,17            | 937 (2014)                        | 77                 |
| La Roquette             | 27495      |               | 5,90             | 241 (2014)                        | 41                 |
| Suzay                   | 27625      | Suzéens       | 4,11             | 326 (2014)                        | 79                 |
| Le Thuit                | 27635      |               | 3,02             | 145 (2014)                        | 48                 |
| Vatteville              | 27673      | Vattevillais  | 4,27             | 190 (2014)                        | 44                 |
| Vézillon                | 27683      | Vézillonnais  | 2,04             | 268 (2014)                        | 131                |